# Steig in das Traumboot der Liebe
Steig in das Traumboot der Liebe ist ein von Heinz Gietz und Kurt Feltz geschriebener Schlager aus dem Jahr 1955, den die Sängerin und Schauspielerin Caterina Valente zusammen mit ihrem Bruder Silvio Francesco in dem Film Bonjour, Kathrin von 1956 sang. Die Single erschien bereits im Vorjahr und wurde Anfang 1956 der zweite Nummer-1-Hit der Sängerin in den deutschen Singlecharts nach Ganz Paris träumt von der Liebe aus dem Jahr 1954.

## Hintergrund und Veröffentlichung
Steig in das Traumboot der Liebe wurde in dem Film Bonjour, Kathrin, der am 31. Januar 1956 veröffentlicht wurde, von Caterina Valente zusammen mit ihrem Bruder Silvio Francesco gesungen. Neben dem Geschwisterpaar spielte der Sänger und Schauspieler Peter Alexander eine Hauptrolle in dem Film. Bereits 1955 erschien das Lied als 7″-Vinylsingle und als 10″-Schellackplatte, auf der die beiden sich „Club Indonesia“ und „Club Italia“ nannten. Auf der B-Seite veröffentlichten sie das Lied Wie wär’s.
1964 brachte Caterina Valente das Lied nochmals gemeinsam mit Das ist die Hafenmelodie auf einer eigens für die DDR produzierten Single bei AMIGA heraus.

## Text und Musik
Das sehr ruhig gehaltene Lied ist im Stil eines langsamen Walzers im 3/4-Takt und der in den 1950er-Jahren populären als hawaiisch vermarkteten Songs gespielt und gesungen. Begleitet wird es vor allem durch die von Silvio Francesco gespielte Gitarre sowie eine Hawaiigitarre und einen mehrstimmigen Chor. Die erste Strophe singt Caterina Valente, ab der zweiten Strophe setzt Francesco in den Gesang ein. In langen Phasen zwischen den Strophen singt der Chor nur mit der Gitarrenbegleitung.
Auch der Text nimmt auf Hawaii Bezug und preist die romantische Schönheit der Insel an:

„Steig in das Traumboot der Liebe

Fahre mit mir nach Hawaii

Dort auf der Insel der Schönheit

Wartet das Glück auf uns Zwei“

## Chartplatzierung
Steig in das Traumboot der Liebe stieg am 1. Februar 1956 in die deutschen Singlecharts ein und hielt sich dort insgesamt sieben Monate; zwei Monate stand es auf Platz eins. Zuletzt war es in der Chartausgabe vom 1. September 1956 vertreten. Nach Ganz Paris träumt von der Liebe aus dem Jahr 1954 erreichte Caterina Valente damit zum zweiten Mal die Chartspitze und war bis dahin bereits 16 Mal mit von ihr gesungenen Liedern in den Singlecharts präsent. Für Kurt Feltz war es der fünfte Nummer-1-Hit, womit er zu dieser Zeit die „ewige“ Bestenliste anführte. In Österreich und der Schweiz konnte sich das Lied dagegen nicht platzieren.

## Coverversionen
Das Lied wurde nach dem Erscheinen des Films und der Single häufig von verschiedenen Schlagersängern gecovert, wobei die meisten Versionen direkt in den späten 1950er Jahren erschienen. Neben Schlagersängern wie Fred Bertelmann, Heino und Hannelore oder Cindy & Bert griffen auch Musiker wie die Kilima Hawaiians das Stück auf, die es zu Medleys oder Potpourris hawaiianisch anmutender Musik verwoben.
Zu den Bands und Interpreten, die das Lied in einer Coverversion veröffentlichten, gehören: u. a.
- 1956: Eddie Singer, Das Arden-Trio, Orchester Klaus Alzner – Steig in das Traumboot der Liebe
- 1956: Taru Pyhälä – Astuhan haaveiden purteen (Finnisch)
- 1956: Heinz Schachtner – Steig in das Traumboot der Liebe
- 1956: Jenny Johnson & Fred Bertelmann – Steig in das Traumboot der Liebe
- 1956: Rudi Palme & Hedy Prien – Steig in das Traumboot der Liebe
- 1956: Kilima Hawaiians – Südseezauber Potpourri 1. Teil / Traumland Hawaii-Potpourri (jeweils Zitate)
- 1956: Will Glahé & his Orchestra – Will Glahé spielt Schlager (Medley)
- 1957: Die goldene 5 – Steig in das Traumboot der Liebe
- 1965: Kilima Hawaiians – Naar Hawaii (Niederländisch, Medley)
- 1980: Peter Alexander & Caterina Valente – Medley aus „Musik ist Trumpf“ (Medley)
- 1981: Freddy Breck – Steig in das Traumboot der Liebe
- 1984: Heino und Hannelore – Steig in das Traumboot der Liebe
- 1984: Cindy & Bert – Traumboot-Medley (Medley)
- 1985: Hawaiian Daikikies – Steig in das Traumboot der Liebe
- 1986: Günther Stern – Steig in das Traumboot der Liebe
- 1988: Happy Sound Singers – Steig in das Traumboot der Liebe
- 1994: Ulli Martin – Steig in das Traumboot der Liebe
- 1999: Die Buchgrabler – Steig in das Traumboot der Liebe (Instrumental)
- 2005: Kathrin & Peter – Steig in das Traumboot der Liebe
- 2006: Captain Cook und seine singenden Saxophone – Steig in das Traumboot der Liebe (Instrumental)
- 2007: Sünke – Steig in das Traumboot der Liebe
- 2010: Géraldine Olivier & Maxi Arland – Steig in das Traumboot der Liebe
- 2011: Rudy Giovannini – Steig in das Traumboot der Liebe
- 2011: Michael Karp – Steig in das Traumboot der Liebe
- 2018: Oesch’s die Dritten – Steig in das Traumboot der Liebe
- 2019: Conny & die Sonntagsfahrer – Steig in das Traumboot der Liebe

## Belege
1. ↑  
Bonjour, Kathrin bei IMDb
2. ↑  Club Indonesia – Steig in das Traumboot der Liebe auf 45cat.com, 7″-Vinylsingle; abgerufen am 22. Juni 2021.
3. ↑  Club Indonesia – Steig in das Traumboot der Liebe auf 45cat.com, 10″-Schellacksingle; abgerufen am 22. Juni 2021.
4. ↑  
Club Indonesia / Club Italia – Steig in das Traumboot der Liebe bei Discogs; abgerufen am 20. Juni 2021.
5. ↑  
Caterina Valente – Steig in das Traumboot der Liebe bei Discogs; abgerufen am 21. Juni 2021.
6. 1 2  Steig in das Traumboot der Liebe Songtext von Caterina Valente auf songtexte.com, abgerufen am 21. Juni 2021.
7. 1 2 3  Club Indonesia – Steig in das Traumboot der Liebe auf chartsurfer.de; abgerufen am 21. Juni 2021.
8. 1 2  Caterina Valente & Silvio Francesco –Steig in das Traumboot der Liebe auf cover.info, abgerufen am 21. Juni 2021.
9. ↑  
Club Indonesia – Steig in das Traumboot der Liebe. In: hitparade.ch. Abgerufen am 22. Juni 2021.